# Danh sách thí sinh tham gia Thần tượng âm nhạc Việt Nam (Vietnam Idol)
Danh sách dưới đây bao gồm tên của tất cả thí sinh tham gia chương trình truyền hình thực tế mang tên Thần tượng âm nhạc Việt Nam (hay Vietnam Idol) từ vòng Gala. Trong chương trình, các thí sinh sẽ tranh tài với nhau qua các ca khúc theo chủ đề tuần, để tranh thủ sự đồng thuận của hội đồng giám khảo cũng như số phiếu bình chọn của khán giả. Thí sinh có số phiếu bình chọn thấp nhất trong tuần sẽ phải chia tay cuộc chơi. Người trụ lại cuối cùng sẽ nhận được các giải thưởng của chương trình và giữ ngôi vị Thần tượng âm nhạc trong suốt một năm. Qua bảy mùa thi, chương trình đã chọn được 67 thí sinh vào vòng Gala và từ đó chọn ra tám thí sinh phù hợp nhất với danh hiệu chương trình đề ra. Mùa thi đầu tiên lên sóng ngày 23 tháng 5 năm 2007 với chiến thắng thuộc về Nguyễn Ngọc Phương Vy. Đương kim quán quân của Thần tượng âm nhạc Việt Nam là Hà An Huy, khi giành chiến thắng trong đêm chung kết của mùa thứ tám của chương trình vào ngày 21 tháng 10 năm 2023.

## Các thí sinh

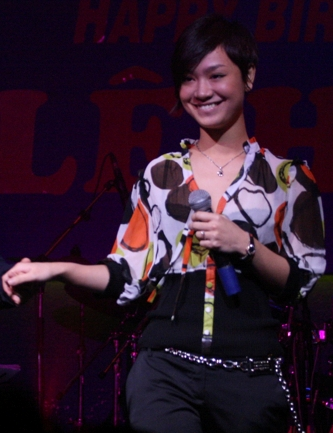
Trà My, top 6 mùa thi 1

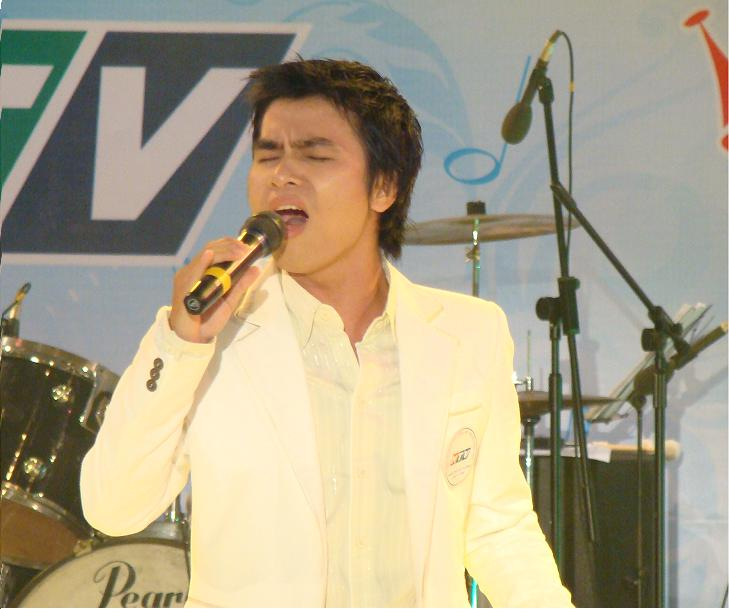
Nguyễn Ngọc Ánh, về nhì Vietnam Idol, Mùa 1

Phương Vy, người chiến thắng Vietnam Idol, Mùa 1

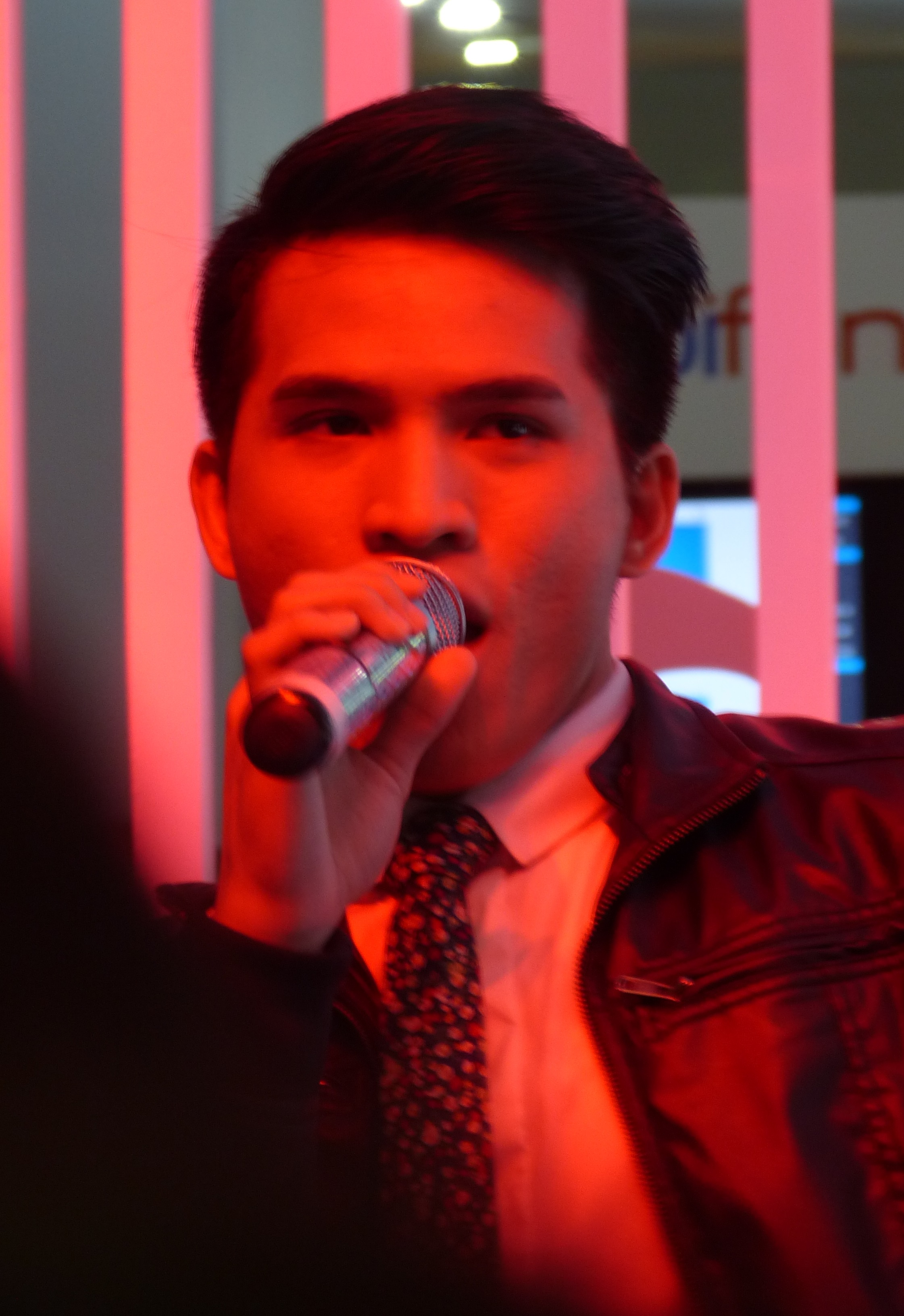
Quốc Thiên, người chiến thắng của mùa thi thứ 2

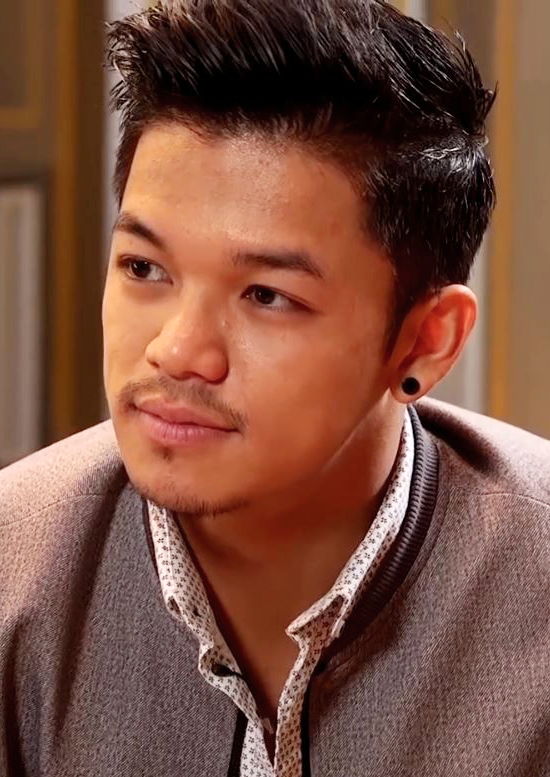
Trọng Hiếu, người chiến thắng của mùa thi thứ 6

| Họ tên                               | Tuổi | Quê quán                 | Mùa thi | Xếp hạng     |
| ------------------------------------ | ---- | ------------------------ | ------- | ------------ |
| Nguyễn Thị Thùy Dương                |      | Hà Nội                   | Mt. 1   | 11 (bỏ cuộc) |
| Vũ Ngọc Bích                         | 16   | Hà Nội                   | Mt. 1   | 10           |
| Chung Thanh Phong                    | 19   | Tp.HCM                   | Mt. 1   | 09           |
| Trần Xuân Linh                       | 17   | Hà Nội                   | Mt. 1   | 08           |
| Nguyễn Thị Hải Yến                   | 21   | Hà Nội                   | Mt. 1   | 07           |
| Nguyễn Trà My                        | 18   | Hà Nội                   | Mt. 1   | 06           |
| Nguyễn Thị Thảo Trang                | 20   | Quảng Trị                | Mt. 1   | 05           |
| Trương Duy Khánh                     | 23   | Lâm Đồng                 | Mt. 1   | 04           |
| Nguyễn Ngọc Minh                     | 22   | Hà Nội                   | Mt. 1   | 03           |
| Nguyễn Ngọc Ánh                      | 24   | Hà Nội                   | Mt. 1   | Về nhì       |
| Nguyễn Ngọc Phương Vy                | 20   | Tp.HCM                   | Mt. 1   | CThắng       |
| Nguyễn Thị Minh Chuyên               | 23   | Hà Nam                   | Mt. 2   | 10           |
| Trần Hoàng Anh                       | 24   | Hà Nội                   | Mt. 2   | 09           |
| Giáp Lê Tuấn                         | 23   | Bắc Giang                | Mt. 2   | 08           |
| Đinh Ứng Phi Trường                  | 24   | Hà Nội                   | Mt. 2   | 07           |
| Nguyễn Võ Lan Trinh                  | 21   | Tp.HCM                   | Mt. 2   | 06           |
| Nguyễn Thị Thu Hà                    | 24   | Hà Nội                   | Mt. 2   | 05           |
| Nguyễn Thị Cẩm Tú                    | 22   | Hà Nội                   | Mt. 2   | 04           |
| Nguyễn Duyên Anh                     | 20   | Sóc Trăng                | Mt. 2   | 03           |
| Phạm Trần Thanh Duy                  | 22   | Trà Vinh                 | Mt. 2   | Về nhì       |
| Trần Quốc Thiên                      | 20   | Đồng Nai                 | Mt. 2   | CThắng       |
| Nguyễn Thị Phương Anh                | 22   | Bình Định                | Mt. 3   | 10           |
| Đinh Vương Linh                      | 26   | Hà Nội                   | Mt. 3   | 09           |
| Bùi Nguyễn Trung Quân                | 21   | Đà Lạt                   | Mt. 3   | 08           |
| Bùi Thị Bích Phương                  | 21   | Quảng Ninh               | Mt. 3   | 07           |
| Lê Đức Anh                           | 20   | Hà Nội                   | Mt. 3   | 06           |
| Nguyễn Tấn Đăng Khoa                 | 19   | Hà Nội (du học sinh Mỹ)  | Mt. 3   | 05           |
| Trần Lân Nhã                         | 24   | Thành phố Hồ Chí Minh    | Mt. 3   | 04           |
| Lều Phương Anh                       | 25   | Hà Nội (sống ở Nhật Bản) | Mt. 3   | 03           |
| Văn Mai Hương                        | 16   | Hà Nội                   | Mt. 3   | Về nhì       |
| Trần Nguyễn Uyên Linh                | 22   | Thành phố Hồ Chí Minh    | Mt. 3   | CThắng       |
| Nguyễn Thanh Hưng                    | 21   | Ninh Bình                | Mt. 4   | 10           |
| Trần Huỳnh Thanh Trúc                | 23   | Bình Dương               | Mt. 4   | 09           |
| Phạm Hồng Phước                      | 21   | Thành phố Hồ Chí Minh    | Mt. 4   | 08           |
| Nguyễn Anh Quân                      | 24   | Hà Nội                   | Mt. 4   | 07           |
| Nguyễn Thanh Tùng                    | 20   | Hà Nội                   | Mt. 4   | 06           |
| Cao Thanh Thảo My                    | 17   | Hà Nội                   | Mt. 4   | 06           |
| Nguyễn Hương Giang                   | 20   | Hà Nội                   | Mt. 4   | 04           |
| Nguyễn Thị Bảo Trâm                  | 21   | Bắc Giang                | Mt. 4   | 03           |
| Hoàng Quyên                          | 20   | Thái Nguyên              | Mt. 4   | Về nhì       |
| Ya Suy                               | 25   | Lâm Đồng                 | Mt. 4   | CThắng       |
| Trần Anh Quân                        | 20   | Hà Nội                   | Mt. 5   | 09           |
| Lê Thị Hải Yến (Yến Lê)              | 22   | Hà Nội                   | Mt. 5   | 08           |
| Nguyễn Ngân Hà                       | 25   | Hà Nội                   | Mt. 5   | 08           |
| Trần Phú Hiển                        | 18   | Thành phố Hồ Chí Minh    | Mt. 5   | 06           |
| Nguyễn Tiến Việt                     | 20   | Hà Nội (sống ở Anh)      | Mt. 5   | 05           |
| Nguyễn Khánh Phương Linh             | 23   | Hà Nội                   | Mt. 5   | 04           |
| Nguyễn Đông Hùng                     | 20   | Hưng Yên                 | Mt. 5   | 03           |
| Nguyễn Minh Thùy                     | 26   | Quảng Trị                | Mt. 5   | Về nhì       |
| Trần Nhật Thủy                       | 22   | Nam Định                 | Mt. 5   | Cthắng       |
| Nguyễn Ngọc Khánh Tiên               | 19   | Thành phố Hồ Chí Minh    | Mt. 6   | 08           |
| Nguyễn Ngọc Việt                     | 23   | Vĩnh Phúc                | Mt. 6   | 07           |
| Phạm Nguyễn Duy                      | 21   | Thành phố Hồ Chí Minh    | Mt. 6   | 06           |
| Trần Thúy Vân Quỳnh                  | 31   | Mỹ                       | Mt. 6   | 05           |
| Trần Hà Nhi                          | 21   | Nghệ An                  | Mt. 6   | 04           |
| Bùi Minh Quân                        | 23   | Hà Nội                   | Mt. 6   | 03           |
| Nguyễn Bích Ngọc                     | 21   | Cần Thơ                  | Mt. 6   | Về nhì       |
| Nguyễn Trọng Hiếu                    | 23   | Đức                      | Mt. 6   | Cthắng       |
| Y Lux                                | 20   | Kon Tum                  | Mt. 7   | 10           |
| Đỗ Hồng Trà My                       | 22   | Hà Nội                   | Mt. 7   | 09           |
| Ngô Thị Thanh Huyền                  | 20   | Thanh Hóa                | Mt. 7   | 08           |
| Hoàng Thiên Minh Trị                 | 28   | Thành phố Hồ Chí Minh    | Mt. 7   | 07           |
| Trần Bá Duy                          | 22   | Bình Định                | Mt. 7   | 06           |
| Nguyễn Tùng Dương (Dương Edward)     | 24   | Hà Nội (sống ở Anh)      | Mt. 7   | 05           |
| Nguyễn Ngọc Thảo Nhi                 | 20   | Thành phố Hồ Chí Minh    | Mt. 7   | 04           |
| Đinh Quang Đạt                       | 20   | Hải Phòng                | Mt. 7   | 03           |
| Phạm Việt Thắng                      | 22   | Hải Dương                | Mt. 7   | Về nhì       |
| Janice Aranjuez Buco (Janice Phương) | 28   | Philippines              | Mt. 7   | Cthắng       |
| Lê Khoa                              | 27   | Hóc Môn                  | Mt. 8   | 10           |
| Nguyễn Thị Thu Thủy (Annie)          | 28   | Đồng Nai                 | Mt. 8   | 9            |
| Nguyễn Hoàng Hương Linh (PiaLinh)    | 19   | Hà Nội                   | Mt. 8   | 8            |
| Nguyễn Lê Diễm Hằng (Lamoon)         | 20   | Quy Nhơn                 | Mt. 8   | 7            |
| Vũ Thị Thu Hiền (Hellen)             | 26   | Hà Nội                   | Mt. 8   | 6            |
| Hồ Võ Thanh Thảo (Muộii)             | 21   | Thành phố Hồ Chí Minh    | Mt. 8   | Top 5        |
| Phạm Xuân Định (Xuân Định K.Y)       | 23   | Huế                      | Mt. 8   | Top 5        |
| Nguyễn Lâm Phúc                      | 19   | Hà Nội                   | Mt. 8   | Á Quân       |
| Nguyễn Hà Minh                       | 20   | Hà Nội                   | Mt. 8   | Á Quân       |
| Hà An Huy                            | 21   | Hà Nội                   | Mt. 8   | Quán Quân    |

1. ↑  Tuổi của các thí sinh được tính tại thời điểm họ bắt đầu tham gia chương trình.

## Thống kê
- Văn Mai Hương (mùa 3) và Ngọc Bích (mùa 1) là thí sinh trẻ nhất qua 6 mùa khi tham gia ở tuổi 16.
- Trần Thúy Vân Quỳnh là thí sinh tham gia lớn tuổi nhất qua 6 mùa Vietnam Idol ở tuổi 31.
- Nguyễn Trọng Hiếu là nhà vô địch Việt kiều đầu tiên.
- Janice Aranjuez Buco là nhà vô địch nước ngoài đầu tiên.